# Jona Jakir
Jona Emanuilovič Jakir (rusky Иона Эммануилович Якир; 3.jul./ 15. srpna 1896greg. 3. srpna 1896, Kišiněv – 11. června 1937, Moskva) byl komunistický politik, sovětský vojenský velitel a vojenský teoretik, armádní velitel I.třídy a náčelník Kyjevského vojenského okruhu.

## Mládí a revoluce
Narodil se do bohaté rodiny židovského lékárníka. Z důvodů antisemitského postoje ruské carské vlády vystudoval vysokou školu na Univerzitě v Bazileji ve Švýcarsku. Později studoval na Charkovském technologickém institutu a zároveň pracoval ve zbrojním průmyslu během 1. světové války. V důsledku války, chudoby a antisemitismu se brzy přidal k radikálům a proticarským revolucionářům. Sblížil se s myšlenkami bolševismu a stal se Leninovým stoupencem. Krátce po říjnové revoluci spoluorganizoval sovětskou moc v Charkově a stal se vojenským velitelem rodících se bolševických jednotek. V roce 1918 rumunská armáda anektovala Besarábii a tehdy získal první vojenské zkušenosti, když s rudogvardějským oddílem čelil postupujícím rumunským jednotkám, ale rumunská armáda byla v přesile a on byl donucen ustoupit na východ.

## Občanská válka
Na počátku občanské války se stal velitelem internacionalistických oddílů v Rudé armádě složených z rakouských, maďarských, českých, středoasijských, čínských a dalších dobrovolníků. Sám velel čínskému regimentu těchto sil. V březnu 1918 byl v boji s vojáky Centrálních mocností raněn. Na počátku občanské války se stal představitelem komunistické vojenské moci ve Voroněži a stal se komisařem Rudé armády. Prokázal se jako výborný vojenský organizátor, se silnými vojevůdcovskými schopnostmi a talentem. Ty projevil v prvních liniích boje (např. evakuací Rudé armády z Oděsy do vzdáleného Žitomiru, nebo porážkou vojsk atamana Krasnova). Podílel se i na teroru proti antikomunisticky smýšlejícímu obyvatelstvu a zejména kozákům.
Za své schopnosti, boj proti Krasnovovi a velení nad čínským regimentem, získal jako druhý velitel Rudé armády, řád Rudého praporu.
V průběhu roku 1919 velel různým divizím na Ukrajině a především 45. střelecké divizi. Právě zde došlo evakuaci Rudé armády z Oděsy, když se Jakirovi (za nijak výrazné asistence bývalých carských důstojníků) podařilo prorazit obklíčení a ustoupit s minimálními ztrátami.
Později se podílel na sovětském protiútoku na Polsko, porážce anarchistických povstalců z armády Nestora Machna a získal další dva Řády rudého praporu. Jeho prestiž byla o to větší, že nikdy nebyl carským důstojníkem a neměl žádné vojenské vzdělání, pouze svůj vrozený talent.

## Působení v Rudé armádě
Jeho působení v Rudé armádě mělo doživotní trvání. Byl jedním z představitelů „modernizátorů“ Rudé armády (společně např. Michailem Frunzem, nebo Michailem Tuchačevským) a reformátorem působícím především na Ukrajině. V dubnu 1924 byl jmenován náčelníkem Hlavního ředitelství vojenských akademií Rudé armády a přispíval do tiskového orgánu Rudé armády „Vojenského posla“. V rámci reforem a působení v Ukrajinském vojenském okruhu se znova projevily jeho brilantní organizátorské a velitelské schopnosti. Listopad 1925 se pro něj stal důležitým milníkem v životě – byl povýšen na náčelníka Ukrajinského vojenského okruhu, který byl strategicky důležitým pro SSSR. Jeho zástupcem byl podobně schopný Pavel Lebeděv.
Nyní měl skvělou možnost předvést své teoretické a reformátorské nápady do výcvikové a vojenské praxe. Společně s Tuchačevským a dalšími reformátory a modernizátory přeměnil UVO v obrovskou testovací polní vojenskou „laboratoř“ – pod Jakirovým a Tuchačevského vedením zde proběhly desítky vojenských cvičení s modifikovanými starými taktikami, i úplně novými experimentálními taktikami.
V rámci sovětsko-německé vojenské spolupráce se stal v letech 1928–1929 studentem německé vojenské akademie v Berlíně, kde se setkal s mnoha osobnostmi německého vojenství. Německý polní maršál Hindenburg o něm údajně mluvil jako o „nejtalentovanějším mladém veliteli“. Němečtí vojenští učitelé jej přezdívali „sovětský Moltke“ nebo taky „vojenský génius“.
Podle Vladimira Liteskina je armáda vedená Jona Jakirem zodpovědná za hladomor na Ukrajině, který probíhal v letech 1932-1933. Armáda pod jeho vedením měla ničit jídlo. Jakir se měl rovněž aktivně podílet na represích. 
V roce 1930 byla pod jeho velením ustanovena největší tanková a letecká divize na světě. Z hlediska praktického testování se podílel na rozvoji teorií hloubkové operace. V roce 1934 zorganizoval do té doby největší vojenské manévry v historii. A šlo taky o první vojenské manévry kombinující tanková, pěší a letecká vojska se zapojením dělostřelecké podpory. Na území 200×250 kilometrů a s nasazením 65 000 vojáků Rudé armády, 1800 příslušníků prvních výsadkových jednotek, více než 1200 tanků a 600 stíhaček a lehkých bombardérů, předvedl velký výkon a sklidil velké uznání od všech přítomných zahraničních důstojníků. Stal se armádním velitelem I. třídy a byl na vrcholu své slávy a života.
Stejně jako ostatní reformátoři Rudé armády, byl znám i tím, že své podřízené nenutil k bezhlavé poslušnosti a plnění rozkazů na maximum, ale podporoval vlastní iniciativy a myšlenky nižších velitelů a nezávislé uvažování.

## Závěr života
Neúspěšné ekonomické experimenty, hladomor a vzrůstající popularita velitelů – reformátorů Rudé armády, přiměla Stalina začít shromažďovat informace a materiály o svých důstojnících. Na něj byl nasazen Lazar Kaganovič, Stalinův blízký přítel a spolupracovník. Dalším z důvodů Stalinova odporu, k nejen Jakirovi, byly i reformy a modernizace Rudé armády, která šla proti směrům vytyčeným kavaleristou Semjonem Buďonným a partyzánským specialistou Klimentem Vorošilovem. Ač původně tvrdý přívrženec stalinské linie a člen ÚV strany, začal po genocidní kolektivizaci zemědělství být kritický vůči Stalinovi a stranické linii, což řekl právě i Lazaru Kaganovičovi, který se s Jakirem „spřátelil“. Jakirova snaha o zmírnění kolektivizace se nesetkala s pražádným pochopením a Stalin nechal omezit jeho politické působení v ÚV strany.
Z politických důvodů mu „přitížilo“ i velice blízké přátelství s Michailem Tuchačevským, který, jak bylo tehdy všeobecně známo, měl se Stalinem velice vyhrocené a nepřátelské vztahy. V roce 1937 byl UVO rozdělen na Kyjevský a Charkovský vojenský okruh. Šlo o cílenou machinaci ze Stalinovy strany, kterou byl připraven i o část vojenské moci, neboť byl velitelem pouze jednoho (Kyjevského) z těchto okruhů. Týž rok se chystal další moskevský monstrproces a to proces se sovětskými armádními veliteli a on sám jakožto reformátor, Tuchačevského přítel a kritik kolektivizace zemědělství byl doslova na odstřel.
V květnu 1937 jej NKVD zatkla a společně se 7 dalšími nejvyššími veliteli Rudé armády ho odsoudila za účast na „trockistickém-fašistickém vojenském spiknutí“ k trestu smrti zastřelením. 11. června 1937 byl společně s ostatními obžalovanými zastřelen. Většina jeho vojenských dokumentů byla zničena, některé ovšem Stalin z neznámého důvodu, ale prozřetelně dal uchovat. Při obraně Moskvy na přelomu let 1941–1942, generál Žukov využil i zachovalých Jakirových teoretických materiálů při protiútoku na německé pozice.

## Kulturní odkaz a ztvárnění
Postava armádního velitele Jony Jakira se objevila i v nové ruské filmové inscenaci Spiknutí maršála Tuchačevského.

## Syn
Jeho syn, Pjotr Jonovič, byl poslán po zatčení otce do Sirotčince pro děti nepřátel lidu a po dovršení plnoletosti, do jednoho z táborů GULAGu. Později byl propuštěn a jeho otec za Chruščova rehabilitován. Zbytek života strávil jako vojenský historik, shromažďoval práce svého otce, které se dochovaly.